# Park Won-sook
Park Won sook (19 de enero de 1949) es una actriz surcoreana.

## Filmografía

### Serie de televisión
| Año  | Título                                  | Red       |
| ---- | --------------------------------------- | --------- |
| 1970 | Brilliant Season                        |           |
| 1971 | Chief Inspector                         | MBC       |
| 1974 | Narcissus                               |           |
| 1974 | Reed                                    | MBC       |
| 1980 | Lifetime in the Country                 | MBC       |
| 1981 | Let's Love                              |           |
| 1981 | Dad's Beard                             |           |
| 1982 | Yesterday and Tomorrow                  |           |
| 1983 | That Star Is My Star                    |           |
| 1985 | Mother's Room                           |           |
| 1985 | 500 Years of Joseon: The Wind Orchid    | MBC       |
| 1985 | Man of the Season                       | MBC       |
| 1986 | Three Families Under One Roof           | MBC       |
| 1987 | The Land                                | KBS1      |
| 1987 | Eldest Sister-in-law                    |           |
| 1989 | Jo Myeong-ha                            |           |
| 1990 | What Do Women Want                      | MBC       |
| 1990 | 500 Years of Joseon: Daewongun          |           |
| 1991 | Magpie Daughter-in-law                  | MBC       |
| 1991 | Keep Your Voice Down                    |           |
| 1992 | Small City                              |           |
| 1992 | Ambitions on Sand                       |           |
| 1993 | January                                 |           |
| 1993 | Theme Series - A Thing Called Love      |           |
| 1994 | 한쪽 눈을 감아요                        |           |
| 1994 | Way of Living: Woman                    | SBS       |
| 1995 | Seoul Nocturne                          |           |
| 1995 | Apartment                               |           |
| 1995 | LA Arirang                              |           |
| 1995 | Between Big Men                         |           |
| 1995 | In the Name of Love                     |           |
| 1996 | Start                                   |           |
| 1997 | You and I                               | MBC       |
| 1997 | Star in My Heart                        | MBC       |
| 1997 | Where Women Dwell                       |           |
| 1997 | White Christmas                         |           |
| 1998 | See and See Again                       | MBC       |
| 1998 | Red Azalea                              |           |
| 1998 | Shy Lovers                              | MBC       |
| 1999 | Days of Delight                         | MBC       |
| 1999 | Roses and Bean Sprouts                  | MBC       |
| 1999 | Tomato                                  | SBS       |
| 1999 | I'm Still Loving You                    | MBC       |
| 2000 | All About Eve                           | MBC       |
| 2000 | Rookie                                  | SBS       |
| 2000 | Foolish Love                            | KBS2      |
| 2001 | Wonderful Days                          | SBS       |
| 2001 | Her House                               | MBC       |
| 2001 | I Still Love You                        | SBS       |
| 2001 | Wuri's Family                           | MBC       |
| 2001 | Tender Hearts                           | KBS1      |
| 2002 | Romance                                 | MBC       |
| 2002 | To Be With You                          | KBS1      |
| 2002 | Rival                                   | SBS       |
| 2003 | All In                                  | SBS       |
| 2003 | Pearl Necklace                          | KBS2      |
| 2003 | A Problem at My Younger Brother's House | SBS       |
| 2003 | Escape from Unemployment                | SBS       |
| 2004 | Into the Storm                          | SBS       |
| 2004 | Miss Kim's Million Dollar Quest         | SBS       |
| 2004 | Tropical Nights in December             | MBC       |
| 2004 | My 19 Year Old Sister-in-Law            | SBS       |
| 2005 | My Sweetheart, My Darling               | KBS1      |
| 2005 | Becoming a Popular Song                 | KBS2      |
| 2006 | Love Can't Wait                         | MBC       |
| 2006 | Hyena                                   |           |
| 2006 | Miracle                                 | MBC       |
| 2007 | The Person I Love                       |           |
| 2007 | The 1st Shop of Coffee Prince           | MBC       |
| 2007 | How to Meet a Perfect Neighbor          | SBS       |
| 2007 | Winter Bird                             | MBC       |
| 2008 | Lawyers of the Great Republic of Korea  | MBC       |
| 2008 | Glass Castle                            | SBS       |
| 2009 | Father's House                          | SBS       |
| 2010 | Three Sisters                           | SBS       |
| 2010 | Smile, Mom                              | SBS       |
| 2011 | The Greatest Love                       | MBC       |
| 2011 | Poseidon                                | KBS2      |
| 2011 | Can't Lose                              | MBC       |
| 2011 | Lights and Shadows                      | MBC       |
| 2011 | Bachelor's Vegetable Store              | Channel A |
| 2013 | A Hundred Year Legacy                   | MBC       |
| 2013 | Golden Rainbow                          | MBC       |
| 2014 | Triangle                                | MBC       |
| 2014 | Fated to Love You                       | MBC       |
| 2015 | The Family Is Coming                    | SBS       |
| 2015 | My Daughter, Geum Sa-wol                | MBC       |
| 2016 | Dear My Friends                         | tvN       |
| 2021 | Mine                                    | tvN       |

### Cine
| Año  | Título                                               |
| ---- | ---------------------------------------------------- |
| 1975 | Visitor in Dawn                                      |
| 1975 | Anna's Will                                          |
| 1975 | Graduating School Girls                              |
| 1975 | Story of the Youth                                   |
| 1976 | Great Fighter                                        |
| 1976 | Miss Yeom's Pure Heart Days                          |
| 1976 | Yes, Goodbye for Today                               |
| 1976 | Rocking Horse and a Girl                             |
| 1976 | Cold Hearted Rent                                    |
| 1976 | Why Do You Ask My Past?                              |
| 1977 | Mother                                               |
| 1977 | Goodbye, Sir!                                        |
| 1977 | Winter Woman                                         |
| 1977 | The Three Close Stars                                |
| 1977 | Hedgehog of the Third Quay                           |
| 1978 | Butterfly Maiden                                     |
| 1978 | Evergreen                                            |
| 1978 | Fire                                                 |
| 1978 | Lee Mu-gi of Oryuk Island                            |
| 1978 | The Swamp of Exile                                   |
| 1979 | Traveller's Sadness                                  |
| 1979 | The Twelve Boarders                                  |
| 1979 | Miss Oh's Apartment Part 2                           |
| 1979 | Do You Know Kotsuni?                                 |
| 1979 | The Camellia Man                                     |
| 1980 | One Night at a Strange Place                         |
| 1980 | Spring Rain in Winter                                |
| 1980 | The Man to be Forgotten                              |
| 1980 | Hitman Sirasoni                                      |
| 1980 | Helpless Chun-ja                                     |
| 1980 | Lonely Star of Osaka                                 |
| 1980 | Come and See Me                                      |
| 1980 | Mrs. Speculator                                      |
| 1980 | Dull Servant Pal Bul-chul                            |
| 1980 | Outsiders                                            |
| 1980 | A Fine, Windy Day                                    |
| 1980 | The Girl and the Minstrels                           |
| 1981 | The Man Who Dies Everyday                            |
| 1981 | Subzero Point '81                                    |
| 1981 | Yeo-ho God                                           |
| 1981 | Colorful Woman                                       |
| 1981 | Children of Darkness Part 1, Young-ae the Songstress |
| 1981 | Last Stop                                            |
| 1981 | An Embrace in the Dark Night                         |
| 1982 | Leave the Vengeance to Me                            |
| 1982 | The Swamp of Desire                                  |
| 1982 | Sweet as Honey                                       |
| 1983 | Theater of Life                                      |
| 1983 | Three Days and Three Nights                          |
| 1983 | Not Looks But the Heart                              |
| 1984 | Widow Dance                                          |
| 1984 | Woman Who Grabbed the Rod                            |
| 1984 | I Like It Just the Way It Is Now                     |
| 1985 | The City in Amour                                    |
| 1985 | Heaven Night After Night                             |
| 1985 | Deer Hunting                                         |
| 1985 | Eoudong                                              |
| 1985 | Madame Aema 3                                        |
| 1986 | Those With Wings                                     |
| 1986 | Susana's Experience                                  |
| 1986 | My Daughter Saved from Den of Evil 2                 |
| 1986 | The Wandering Stars                                  |
| 1987 | Moonlight Hunter                                     |
| 1987 | Y's Experience                                       |
| 1987 | The Trap                                             |
| 1997 | Change                                               |
| 2006 | Oh! My God                                           |